# Pedaliodes uniplaga
Pedaliodes uniplaga är en fjärilsart som beskrevs av Otto Thieme 1905. Pedaliodes uniplaga ingår i släktet Pedaliodes och familjen praktfjärilar. Inga underarter finns listade i Catalogue of Life.